# 損切り
損切り（そんぎり、ロスカット、英: cut loss）は、含み損が生じている投資商品を見切り売りして損失額を確定すること。

## 概要
株式や先物取引、外国為替証拠金取引(FX)など相場や、不動産投資などの用語として用いられる。
投資の後に評価額が下落した場合、難平や塩漬けするとさらに下落が続いて損害が拡大する可能性がある。撤退するための明確な根拠を持って早めに損切りを行うことは、損失の拡大を防止し、資金を守る方法として重要といわれる。ロスカットは、通常は証拠金が無くなる前にロスカットの機能が働くため、預託した証拠金を超える損失を防ぐことができる。

## ストップ・ロス
一取引あたりのリスクを一定以下に限定するため、あらかじめ自分の資金量を勘案し、当該取引で許容しうる損失の最大額を予定し、含み損がその額に達したらポジションを反対売買して清算する損切りの手法。　例えば200万円の投資資金で「1回のトレードにつき損失は10万円まで」というように決めた場合は、株価1万円のA株を100株買って、9000円に下落したところで損切りする。これを「9000円にストップロスを置く」と表現する。
直近の目立った高値・安値を超えるポイントや、オプション取引に絡む注文が集中するキリの良い価格付近には多くの投資家がストップ・ロスを置くため、その価格帯に達した相場は損切りの反対売買を誘発して動きを加速する（いわゆるブレイクアウトの発生）場合がしばしばある。「踏み上げ」「ストップロスを巻き込んで～」等の表現はこれを指す。
この手法を使って投資計画を作る場合は、　(1)まず最大損失額を設定し、(2)「動きの小さいA株は買値から10%、動きの荒いB株は20%下げたら売る」というように、チャートの検討や銘柄のボラティリティから損切りの値幅（ロスカット幅、Cut Loss Margin）
を決め、　(3) 上の(1)と(2)から投資数量を算出する、　という順序になる。
例:上でB株を買う場合。1万円で買い、8000円で損切り。買ってよい数量の限度は 10万円 ÷ 2000円 = 50株。 
損切り注文を出す値位置はパーセンテージのほかに直近の最安値（空売りの場合は最高値）を超えるポイントや、一定期間の移動平均など特定の指標で示されるトレンドの転換点を抜けるポイントに損切り注文を出すなどの手法がある。

また、価格を常に監視する必要がないよう、証券会社によってはあらかじめ「○円以下に下落したら自動で売る」という注文を受け付けている。これを「逆指し値」注文と呼ぶ。

## ロスカット計算
ロスカット計算は、金融取引におけるリスク管理の手法の一つで、投資家が損失を最小限に抑えるために使用する計算方法を指す。具体的には、取引を開始する前に、あらかじめ損失の上限を設定し、その上限に達した場合に自動的に取引を終了することを意味する。この手法は、特にレバレッジを利用した取引や、急激な価格変動が予想される市場での取引において重要となる。
ロスカット計算を行う際には、市場の流動性や取引のタイミング、設定したロスカットのレベルが適切であるかどうかなど、様々な要因を考慮する必要がある。また、ロスカットを行ったとしても、必ずしも損失を完全に回避できるわけではないため、常に慎重な取引が求められる。

## 格言
- 見切り千両、損切り万両 （損切りは万両の価値があるという例え）